# Jaraguá (Goiás)
Jaraguá é um município do estado de Goiás, no Brasil. É um município emancipado de Pirenópolis e se inclui na Microrregião de Anápolis, no Vale do São Patrício, conhecido por seu patrimônio cultural, sendo uma das cidades mais antigas do estado e por ser considerada o maior polo de confecção do Região Centro-Oeste do Brasil. Sua população, conforme o Censo 2022 do Instituto Brasileiro de Geografia e Estatística, é de 45.223 habitantes. Nele situa-se o Parque Ecológico da Serra de Jaraguá.

## Etimologia
Existem duas etimologias possíveis para o topônimo "Jaraguá", ambas com origem na língua tupi:
- derivaria do termo Yara - Guá, que significa Senhor do Vale;
- derivaria do nome de uma gramínea.[8]

## História
De ocupação original indígena, como ocorreu em todo o atual território brasileiro, a atual cidade de Jaraguá nasceu da busca das riquezas minerais do rico solo goiano em tempos em que ainda se usava a mão de obra escrava. Vindos de diversas regiões, mineradores e catadores de ouro traziam, consigo, os chamados "pretos faiscadores", escravos astutos, geralmente da "Nação Mina", acostumados à cata do rico minério.
O bandeirante Bartolomeu Bueno da Silva veio com sua bandeira rumo a Goiás mais ou menos no ano de 1726 e fundou a Vila Boa (Cidade de Goiás) às margens do Rio Vermelho, ao sopé da Serra Dourada. Não levou muito tempo e logo descobriram ouro em Meia Ponte (Pirenópolis) e, por consequência, descobriram mais uma região aurífera, que, por sua imponente serra, garantiria a prosperidade do ciclo do ouro, impulsionando a criação de acampamentos às margens dos rios e córregos que nasciam dali. Assim, surge o arraial denominado "Córrego do Jaraguá", fundado em 1736.

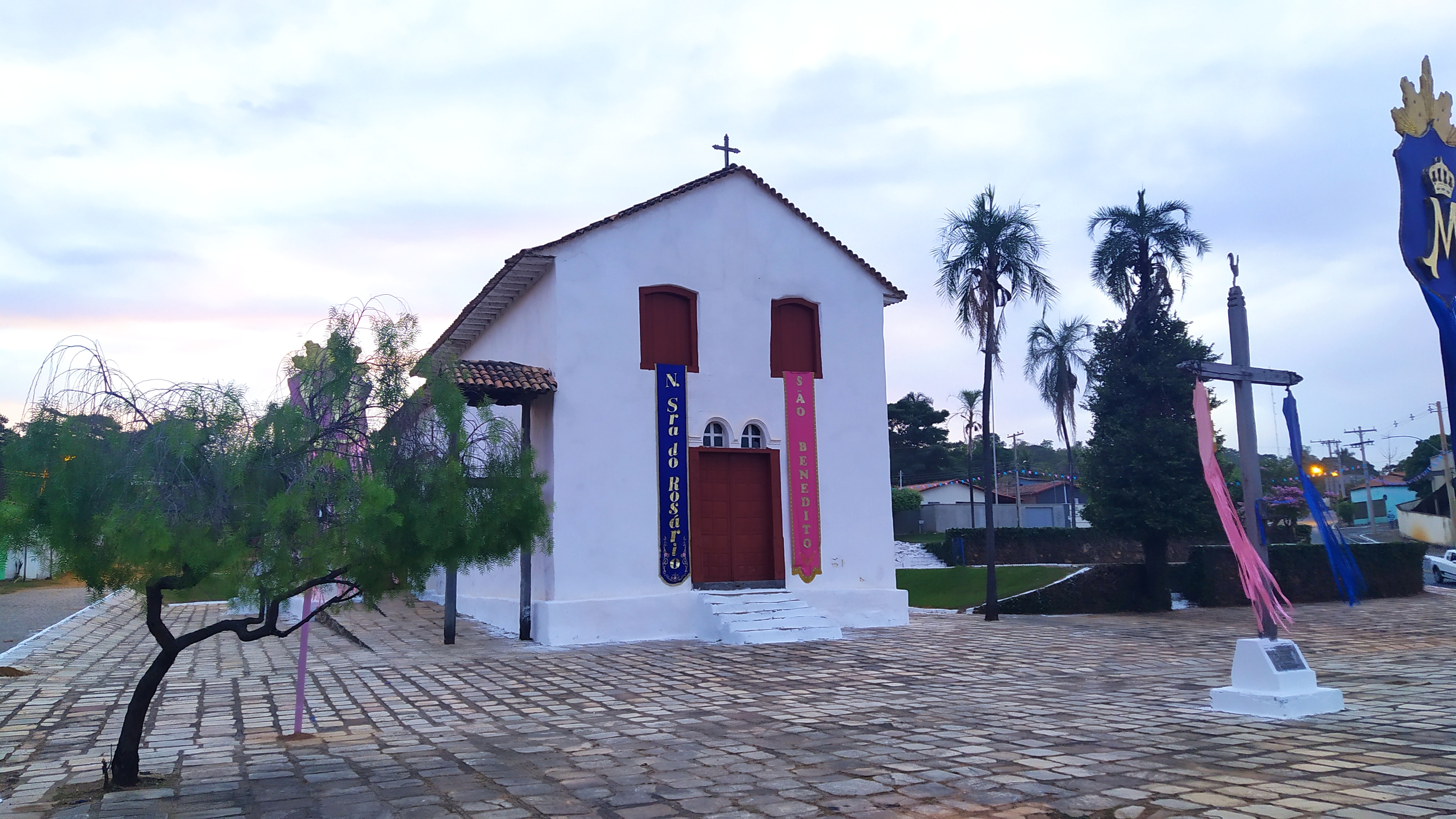
Igreja de Nossa Senhora do Rosário em Jaraguá

Com a exploração das jazidas auríferas, iniciou-se o povoamento de origem europeia e, com o passar dos anos, iam surgindo as primeiras habitações, definindo-se as ruas. Em 1748, já estava pronta a primeira capela sob a invocação de São José e Nossa Senhora da Penha. Isso demonstra que, nesta época, já havia um número significante de moradores no arraial. A segunda igreja a ser construída foi a igreja de Nossa Senhora do Rosário e São Benedito em 1776 e, no ano de 1828, deu–se início à terceira igreja, a de Nossa Senhora da Conceição.
Ao lado da exploração do ouro, houve a formação de sítios e fazendas para a produção de alimentos a fim de atender a população daquelas minas. No final do século XVIII, já havia, no Arraial do Córrego do Jaraguá, engenhos que produziam aguardentes para a comercialização. Nesta época, o arraial possuiu um considerado crescimento agrícola.

No início do século XIX, em virtude da diversificação da economia, o arraial se encontrava entre os prósperos arraiais da Capitania de Goiás. Viajantes europeus como Johann Baptist Emanuel Pohl e Auguste de Saint-Hilaire, que visitaram o arraial, o apontaram como populoso e quase do mesmo tamanho que Meia Ponte (Cabeça do Julgado).

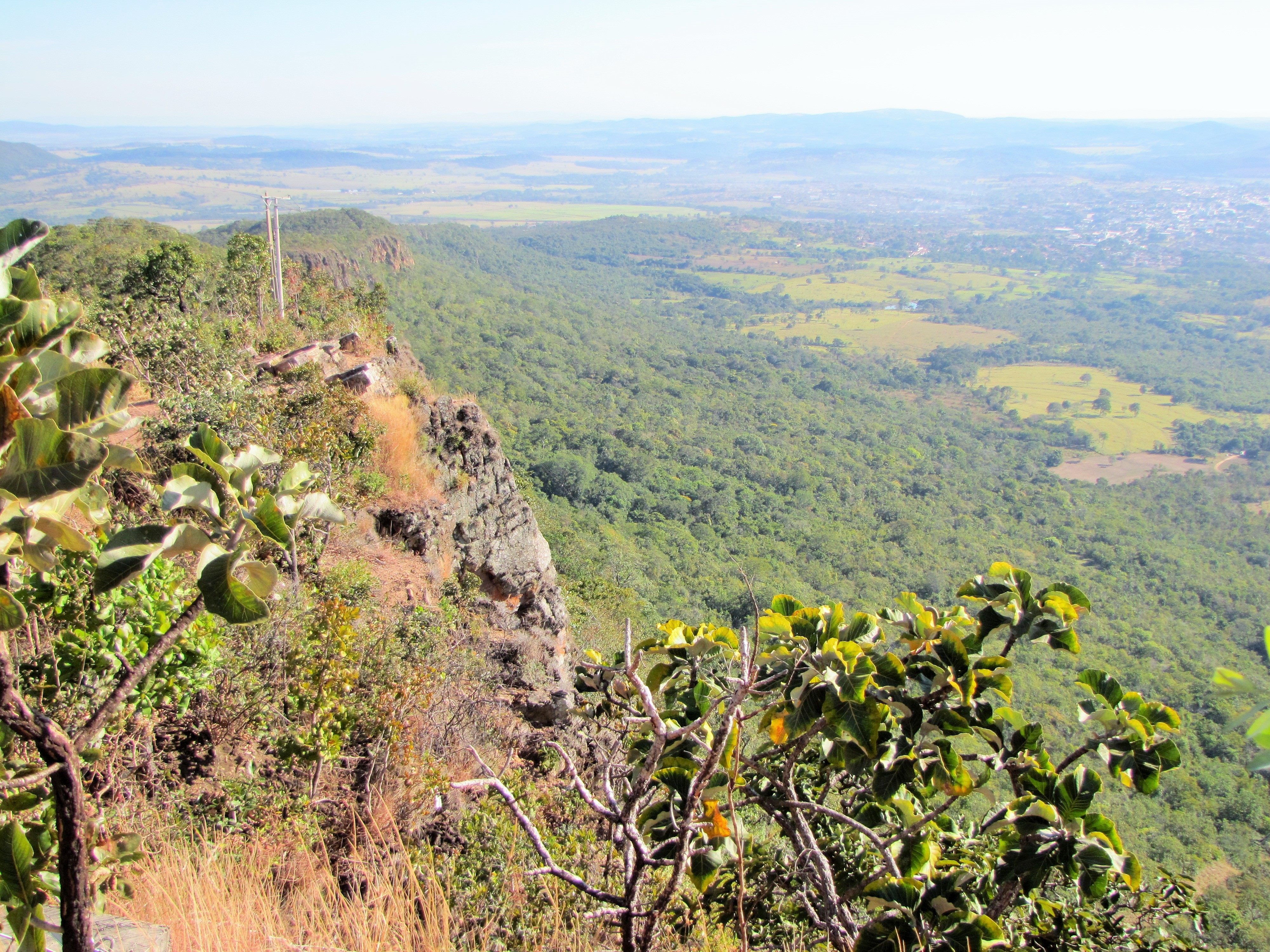
A grandiosidade da Serra de Jaraguá no Caminho de Cora Coralina

Através do Decreto Nº. 8, de 1 de julho de 1833, o Arraial do Córrego do Jaraguá é oficialmente elevado à categoria de vila. Nesse instante, nasce a Câmara de Jaraguá.
Pela localização próxima à estrada que conduzia ao Rio de Janeiro e à Capital da Província, Vila Boa, a localidade era um ponto de passagem para várias direções, e este fator também colaborou para sua prosperidade, pois recebeu migrantes de outras regiões da Província de Goiás, principalmente antigos centros mineradores que entraram em decadência. Isto contribuiu para o desenvolvimento da Vila, pois os descendentes desses migrantes tiveram um papel importante na condução da vida econômica, social e política do lugar no decorrer do século XIX.
Em 29 de julho de 1882, a Vila de Nossa Senhora da Penha de Jaraguá eleva-se à categoria de cidade através da resolução 666, emancipando-se de Meia Ponte e passando a se chamar apenas Jaraguá.
No século XX, com o surgimento da "modernidade", o Governo Federal estabelece metas que visavam à ocupação do Centro-oeste brasileiro, tais como: abertura de novas estradas, abertura da ferrovia no sudeste do estado e a construção de Goiânia, a nova Capital do Estado.
A Marcha para o Oeste; a maior procura de terras agricultáveis; a implantação da Colônia Agrícola Nacional de Goiás, que resultou no surgimento das cidades de Ceres e Rialma; e, por último, a construção da Capital Federal (Brasília); proporcionaram um impulso desenvolvimentista no município. A produção econômica alterou-se substancialmente, voltando-se mais para a comercialização da produção. Assim, a partir da década de 1940, houve um crescimento urbano significativo.
No início dos anos 1960, Jaraguá sentiu os impactos decorrentes da construção da rodovia BR-153, mudando o ritmo de seu crescimento, ganhando oportunidades para ocupar o papel de núcleo comercial, e dinamizando sua expansão urbana.
Na década de 1980, a cidade de Jaraguá vê crescer o domínio das máquinas, elevando-a ao título de Capital das Confecções. Dos tempos da prosperidade aurífera aos dias atuais, a cidade passou por diversos processos que a fizeram se destacar entre os mais prósperos municípios goianos, e seu crescimento se dá continuamente.

## Geografia
Um fato interessante do município de Jaraguá é a qualidade das suas terras. As terras localizadas à direita da rodovia BR-153, sentido Jaraguá/Goiânia, são consideradas as melhores do município; em contrapartida, do lado esquerdo da rodovia, temos a presença de vários morros e serras, apresentando um solo mais fraco em comparação com o outro, salvo alguns trechos de terras planas ou próximas dos rios.
A elevação mais importante é a Serra do Jaraguá, onde estão instaladas as torres repetidoras de televisão. A serra do Jaraguá também é conhecida por fazer parte do circuito nacional do campeonato de parapente; suas correntes de ar são consideradas como umas das melhores do Brasil para prática desse esporte.

### Clima e Vegetação
Segundo a classificação climática de Köppen-Geiger, o clima do município é do tipo Tropical Úmido,- AW, tipicamente quente, com o período de chuvas bem definido no Verão (setembro a abril), e o Inverno seco (maio a setembro).
A vegetação do município é de cerrado e floresta tropical, predominando árvores de pequeno porte, tortuosas, com casca grossa e enrugada, folhas grandes e quebradiças.

### Topografia
- Plana: 55%
- Ondulada: 35%
- Montanhosa: 10%
- Altitude Média: 610 metros

O relevo mais alto de Jaraguá é a Serra de Jaraguá, localizada entre o Rio das Almas e o Rio Pari, com 520 metros de altitude.

### Distritos emancipados
A área do município, segundo o Instituto Brasileiro de Geografia e Estatística (IBGE), é de 1 888,938 quilômetros quadrados. Situa-se a 15°45'25" de latitude sul e 49°20'02" de longitude oeste e está a uma distância de 125 quilômetros a leste da capital goiana, fazendo parte da Região Metropolitana de Anápolis, ao lado de vinte outras cidades. Seus municípios limítrofes são: Santa Isabel (Goiás) a norte; Itaguaru a oeste; Itaguari a sudoeste; Jesúpolis a sul; São Francisco de Goiás a sudeste; e Pirenópolis a leste.

### Bairros
- Vila Izaura
- Condomínio Quinta do Riantes
- Jardim Aeroporto I, II e III
- Vila Bandeira
- Bairro Feliz
- Bairro São Sebastião
- Jardim Ana Edith
- Jardim Atlântico
- Setor Morada Nova I, II e III
- Vila Santa Fé I e II
- Jardim Vera Cruz
- Regina Rios Park
- Jardim das Vivendas
- Genoveva Park
- Vila Solidariedade
- Bairro Cezário da Mata
- Vila Mutirão
- Jardim Primavera I, II e III
- Vila Rio Vermelho
- Vila São José
- Jardim Esperança
- Vila do Sol
- Arco-Íris Park
- Vila Brasilinha
- Bairro Goiás Rural
- Vila Jorcelina I e II
- Jardim Florena
- Vila Maçônica
- Setor Oriente
- Vila Natalina
- Jardim Objetivo
- Vila Verde
- Vila Colombo
- Vila Dona Izabel

### Povoados
Dada a extensão do município, existem, ainda, diversos povoados, a saber: 
- Alvelândia
- Artulândia (às margens da rodovia GO-080)
- Cruzeirinho
- Mirilândia
- Monte Castelo
- Palestina
- Vila Santa Bárbara
- Vila Aparecida (Chapeulândia)
- São Geraldo

### População
As estimativas da população no ano 2010 eram que Jaraguá possuía 41.870 habitantes. Sendo que:
- População da Zona rural: 6.570 de habitantes
- População da Zona urbana: 35.300 de habitantes

#### Dados do IBGE - Censo 2000
Segundo dados oficiais do Censo Agropecuário e Contagem da População 2000, realizados pelo IBGE, Jaraguá possuía 33.284 habitantes no ano de 2000, uma variação positiva de 25,85% em relação ao Censo 2000.
Em 2021, o IBGE divulgou que a população de Jaraguá chegou a 52.160 habitantes uma Variação 2010 a 2021: 24,52%.
A população da cidade de Jaraguá (GO) chegou a 45.223 pessoas no Censo de 2022, o que representa um aumento de 7,97% em comparação com o Censo de 2010.

## Educação
Instituições de Ensino:

### Zona Rural (municipais e estaduais)
- Escola Municipal de Monte Castelo - (Povoado de Monte Castelo)
- Escola Municipal de Maria Leandro Da Costa - (Povoado de Vila Santa Bárbara)
- Escola Municipal de Clarismundo Lacerda - (Povoado de Mirilandia)
- Escola Municipal de Alvelandia - (Povoado de Alvelandia)
- Escola Estadual de Artulandia - (Povoado de Artulandia)
- Escola Municipal de Geraldo Luiz Duarte - (Fazenda Cachoeira, BR-070)
- Escola Municipal de 1º Grau Januario de Siqueira Nunes - (Fazenda Canta Gelo)

### Municipais
- Escola Pequeno Príncipe - (Vila São José)
- Escola José Peixoto da Silveira - (Jardim Atlântico)
- Escola José Peixoto da Silveira II - (Centro)
- Escola Ilda Gonçalves Trindade - (Jardim Primavera)
- Escola Adventista - (Vila Brasilinha)
- Escola Adventista II - (Vila Natalina)
- Escola Lyra Machado Gomes e Sousa - (Setor Morada Nova)
- Escola Municipal Affonsina de Freitas - antiga Fundação Cultural Maria Córdoba de Freitas - (Bairro Feliz)
- Escola Municipal Maria Catarina de Freitas - (Vila  Colombo)

### Estaduais
- Escola Manoel Ribeiro de Freitas Machado - (Vila Izaura)
- Escola Diógenes de Castro Ribeiro - (Vila Izaura)
- Escola Dr. Ornelo Machado - (Centro)
- Escola Balthazar de Freitas - (Centro)
- Colégio Diógenes de Castro Ribeiro - (Vila Bandeira)
- Colégio Militar Sílvio de Castro Ribeiro - (Vila Bandeira)
- Colégio São José - (Vila Rio Vermelho)

### Particulares
- Colégio Genius
- Colégio Mérito
- Colégio Monte Claro
- Instituto de Ensino Aprender
- Escola Infantil Aprender

### Ensino universitário
- Unidade Universitária de Jaraguá - (UEG - Jardim Aeroporto)
- Faculdade Evangélica Jaraguá (UniEvangélica - Jardim Aeroporto)

### Ensino de pós-graduação
- Instituto Galdino - (Jardim Aeroporto II)

## Cultura

### Museus
- Museu de Igreja Nossa Senhora da Conceição [12]
- Museu de Casa de Cultura Padre Silvestre [12]

### Datas Tradicionais
- Dia 1º de Janeiro - Ano-novo
- Dia 06 de Janeiro - Folia de Reis
- Fevereiro (data móvel) - Carnaval
- Dia 1º de Maio - Dia do Trabalhador
- Dia 29 de Julho - Aniversário de Jaraguá
- Dia 02 de Novembro - Dia dos Fiéis Defuntos (Finados)
- Dia 31 de Dezembro - Véspera de ano-novo

### Festas de paróquias e distritos
- Dia 20 de Janeiro - São Sebastião (Paróquia Nossa Senhora da Penha)
- Dia 19 de Março - Festa São José (Paróquia São José)
- Maio e Junho - Festa Sagrado Coração de Jesus e Santa Bárbara (Distrito Vila Santa Bárbara)
- Maio e Junho - Festa do Divino Espírito Santo (Paróquia Nossa Senhora da Penha)
- Junho - Festa São Sebastião e Nossa Senhora Aparecida (Distrito Cruzeirinho)
- Julho - Festa Nossa Senhora  D'Abadia (Distrito Alvelândia)
- Julho a Agosto - Festa Santuário Divino Pai Eterno (Santuário Monte Castelo)
- Dia 8 de Setembro (Feriado móvel) - Festa Nossa Senhora da Penha (Paróquia Nossa Senhora da Penha)
- Dia 12 de Outubro (Data Tríduo 3 dias) - Tríduo São Sebastião e Nossa Senhora Aparecida (Distrito Vila Santa Bárbara)
- Dia 16 de Outubro - Festa Santa Edwiges (Paróquia Santa Edwiges)